# Григорьев, Александр сын Лыков
Григорьев, Александр сын Лыков (1630-е — после 1676, Москва) — русский пушечный и колокольный мастер, литейщик. 

## Биография
В 1651 году в возрасте около 17 лет по поручительству мастера Емельяна Данилова стал «колокольным литцом» московского Пушечного двора. Сирийский путешественник Павел Алеппский оставил его описание: «Мастер, из переживших моровую язву, молодой человек, малорослый, тщедушный, худой, моложе 20 лет, совсем еще безбородый».
У Александра Григорьева было 7 учеников, совместно с которыми он перелил Благовестный колокол для московской церкви Антипия на Колымажном дворе и ещё шесть вестовых колоколов «про запас» для других городов.
В 1655 году после смерти Емельяна Данилова он занялся работой по отливке Большого Успенского колокола (128 т) — главного колокола страны. Этот колокол был расколот во время кремлёвского пожара 1701 года, позднее его металл использовали для отливки Царь-колокола.
В 1655 году Александр Григорьев изготовил трёхтонный колокол для Фроловской (Спасской) башни Кремля. В 1657 году он отлил колокол (0,75 т) для Котельного ряда в Москве (ремесленной слободы). В 1665 году отлил колокол (около 5 т) для Симонова монастыря. В надписи на этом колоколе Александр Григорьев впервые назван «государевым пушечным и колокольным мастером». В 1668 году создал колокол Большой Благовестник для Саввино-Сторожевского монастыря. Этот колокол считался самым звучным колоколом России, он был разбит в 1941 году. За отливку колокола Григорьев был награждён царём Алексеем Михайловичем отрезом сукна сверх положенного «денежного и хлебного жалованья». В последний раз Григорьев документально упоминался в 1676 году, когда его ученики помогли Харитону Иванову изготовить 10 ружей-пищалей.
Известны имена 21 ученика Григорьева. Ему принадлежал двор на Большой Сретенской улице, который после смерти Григорьева перешёл к его племяннику, «ученику гранатного дела» Григорию Екимову.
Александр Григорьев сын Лыков послужил прототипом для образа мастера Бориски Моторина из картины Тарковского «Андрей Рублёв».